# Chùa Bình Linh

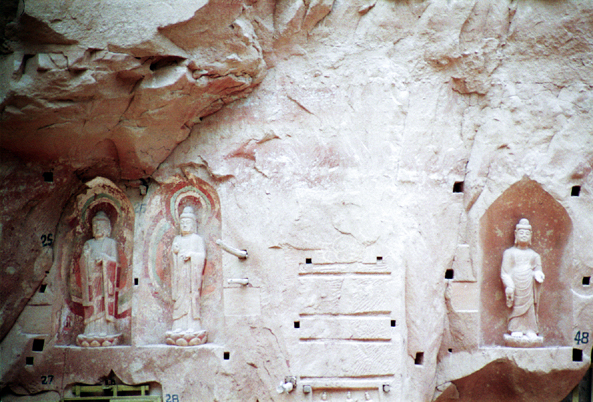
Hình ảnh các tượng Phật nhỏ hơn trong hang.

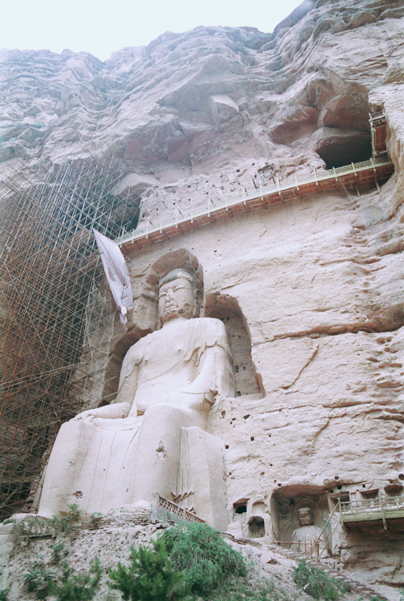
Đại Phật Di-lặc, tương tự như Các tượng Phật tại Bamiyan

Chùa Bình Linh (giản thể: 炳灵寺; phồn thể: 炳靈寺; bính âm: Bǐnglíng Sì, Bình Linh Tự) là quần thể hang động Phật giáo dọc theo một hẻm núi dọc phía bắc sông Hoàng Hà đổ vào Hồ Lưu Gia Hạp. Về mặt hành chính, nó thuộc huyện Vĩnh Tĩnh, Châu tự trị Lâm Hạ, thuộc tỉnh Cam Túc, về phía đông nam thành phố Lan Châu khoảng 100 km.
Các hang động được hình thành trong hơn một thiên niên kỷ. Động đầu tiên được hình thành dưới thời nhà Tây Tần năm 420. Công việc tiếp tục qua các thời kỳ nhà Bắc Ngụy, Tùy, Tống, Nguyên, Minh, Thanh. Phong cách của mỗi hang động có thể thấy qua các tác phẩm điêu khắc điển hình tương thích với triều đại hình thành. Về hình thái và địa lý, Bình Linh rất giống với các tượng phật ở Bamiyan ở Afghanistan.
Qua nhiều thế kỷ, động đất, xói mòn và nạn cướp bóc đã khiến nhiều hang động bị phá huỷ cùng các kho báu vật nghệ thuật bên trong nó. Tổng cộng Bình Linh có 183 hang động, 694 bức tượng đá, và 82 tác phẩm điêu khắc bằng đất sét vẫn còn tồn tại đến ngày nay. Mỗi hang động giống như một ngôi chùa thu nhỏ chứa đầy hình ảnh Phật giáo. Những hang động này dẫn lên đến đỉnh là một hang động tự nhiên lớn, nơi có những lối đi bằng gỗ nằm bên hông hang động và Đức Phật Di-lặc khổng lồ có chiều cao hơn 27 mét (gần 100 feet).
Ngày nay, Bình Linh là một phần của Di sản thế giới Con đường tơ lụa: Mạng đường Trường An - Hành lang Thiên Sơn, đã được UNESCO công nhận cùng với nhiều địa điểm khác là Di sản thế giới vào năm 2014. Các tác phẩm điêu khắc, trạm trổ, tranh tường như là ví dụ xuất sắc về nghệ thuật Phật giáo. Đây là một khu vực cực kỳ hẻo lánh và chỉ có thể tới đây vào mùa hè bằng cách đi thuyền qua Hồ chứa Lưu Gia Hạp. Thời gian khác trong năm, thì đây là nơi rất khó để tiếp cận.